# Volo Aeroflot 3603
Il volo Aeroflot 3603 era un Tupolev Tu-154 che effettuava un volo regionale da Krasnojarsk a Noril'sk, entrambi in Unione Sovietica, che si schiantò durante un tentativo d'atterraggio il 17 novembre 1981. Dei 167 passeggeri e membri dell'equipaggio a bordo, 99 morirono nell'incidente.

## L'incidente
Era buio e c'era una bassa copertura di nuvole con una base della nube di circa 400 piedi (120 m) quando il Tupolev Tu-154 iniziò il suo avvicinamento all'aeroporto di Noril'sk. L'aereo era di circa 5.000 libbre (2.300 kg) sopra il suo peso calcolato e il centro di gravità era oltre il limite anteriore. Il muso risultò dunque più pesante, e questo fece uscire il Tupolev dal normale sentiero di discesa. Il capitano del volo 3603 avviò una riattaccata, ma l'aereo colpì un tumulo a circa 1.500 piedi (460 m) dalla pista. Quattro membri dell'equipaggio più 95 passeggeri rimasero uccisi nell'incidente.

## Le cause
La causa principale dell'incidente fu l'incapacità dell'equipaggio di calcolare con precisione il peso per l'atterraggio appropriato, non riuscendo ad allinearsi con la pista alla corretta velocità di avvicinamento. Di conseguenza i piloti non poterono interrompere l'atterraggio ed eseguire la riattaccata in tempo, oltre a non riuscire a mantenere il controllo dell'automanetta.